# Ned Land
Ned Land è il fiociniere che accompagna Pierre Aronnax e Consiglio nel romanzo di Jules Verne Ventimila leghe sotto i mari.

## Il personaggio
Canadese, alto, impulsivo di natura, "poco  comunicativo, qualche volta violento e facile alla collera quando veniva contrariato...un incrocio fra un telescopio e un cannone costantemente carico". Nel viaggio della nave "Abraham Lincoln" alla ricerca del "mostro" (che poi si rivelerà essere il sottomarino Nautilus), Land è il solo a non credere all'esistenza di un mostruoso cetaceo. A bordo del Nautilus Land tenta invano di organizzare piani di fuga, contro la volontà dello stesso professor Aronnax, ormai "affezionato" al Nautilus, per le bellezze e le scoperte che gli possono permettere di approfondire i suoi studi sul mondo marino.

## Cinema
Nella versione cinematografica Ventimila leghe sotto i mari di Richard Fleischer, prodotta dalla Walt Disney, il personaggio è interpretato da Kirk Douglas, che, contraddicendo la caratterizzazione di Verne, fa di Land un simpatico, ciarliero ed estroverso fioniciere/cantante.